# Estación de Almoraima
Almoraima es una estación de ferrocarril situada en el barrio de Almoraima, en el municipio español de Castellar de la Frontera en la provincia de Cádiz, comunidad autónoma de Andalucía.

## Situación ferroviaria
Se encuentra en la línea férrea de ancho ibérico que une Bobadilla con Algeciras, pk 155,4 a 15 metros de altitud, entre las estaciones de Jimena de la Frontera y de San Roque-La Línea. El tramo es de via única y está sin electrificar.

## Historia
La estación fue puesta en servicio el 6 de octubre de 1890 con la apertura del tramo Algeciras-Jimena de la Frontera de la línea férrea que pretendía unir la primera con Bobadilla. Las obras corrieron a cargo de la compañía inglesa The Algeciras-Gibraltar Railway Cº. El 1 de octubre de 1913, la concesión de la línea fue traspasada a la Compañía de los Ferrocarriles Andaluces que la gestionó hasta que en 1941 se produjo la nacionalización del ferrocarril en España y se creó RENFE.
Desde el 31 de diciembre de 2004 Adif es la titular de las instalaciones ferroviarias.

## La estación
Se ubica junto a la carretera A-405, precisamente en esta estación termina el carril bici que procede de la estación de San Roque-La Línea.

## Servicios ferroviarios

### Media Distancia
La línea 70 Renfe enlaza la estación con Algeciras, Ronda y Antequera-Santa Ana.
| Línea MD | Trenes | Origen/Destino            |  | Destino/Origen |
| -------- | ------ | ------------------------- |  | -------------- |
| 70       | MD     | Antequera-Santa Ana Ronda |  | Algeciras      |